# David Vlk
David Vlk je český novinář a podnikatel. Je zakladatelem a od roku 2015 předsedou Uměleckého svazu České republiky, organizace sdružující fyzické a právnické osoby v umění a kreativním průmyslu.
Vystudoval Karlovu univerzitu, katedru žurnalistiky, Bc. obor žurnalistika a Mgr. obor Marketing a PR. Je absolventem Obchodní akademie Uherské Hradiště a studoval také West Orange High School v Orlandu, Florida, USA.
Téměř 10 let se věnoval novinářské činnosti. Byl u vzniku významného regionálního týdeníku Dobrý den, Slovácko, působil v Deníku, Svobodném Slově či České tiskové agentuře. Je autorem knihy popisující pravdivý příběh českého pozorovatele OSN Týden v zajetí.
Za projekt kreativních center Zkusebny.com získal titul Živnostník roku České republiky (2011) a ocenění Česká Inovace (2012). V roce 2014 se stal finalistou soutěže Rodinná firma roku a rodinnou firmou roku Hlavního města Prahy. Od roku 2004 je předsedou neziskové organizace Kultura pro mládež (působící i na Slovensku jako Kultúra pre mládež). Vlastní komunikační a uměleckou agenturu Seven Arts of Communication.
Dříve pracoval jako ředitel komunikace mobilního operátora Vodafone, pomáhal vytvářet značku Oskar. Byl vedoucím tiskového odboru a tiskovým mluvčím Ministerstva zdravotnictví České republiky. Jako account manager v PR sektoru pracoval pro Rolls-Royce plc, British Aerospace, Saab a řadu dalších významných klientů, podílel se mj. na úspěšném pronájmu stíhaček Gripen pro Armádu ČR. Příležitostně pracuje jako mediální poradce, manažer komunikace a manažer marketingu, specializuje se především na zavádění značky na trh, restrukturalizaci a krizovou komunikaci a řízení. V roce 2013 jako manažer marketingu připravil slevový portál BigBrands pro pozdější úspěšný prodej skupině Mall Group. V roce 2017 byl v pozici marketingového ředitele u zrodu televize TUTY zaměřené na děti a mládež.
Jako muzikant získal ocenění Objev roku, je několikanásobným účastníkem největšího hudebního festivalu Rock For People a vítězem řady hudebních soutěží.